# 福島 (小惑星)
福島（ふくしま、3915 Fukushima）は小惑星帯に位置する小惑星である。北海道北見市で箭内政之と渡辺和郎が発見した。北海道で最初に人名をつけた小惑星。

## 概要
『孔子の見た星空』などの著書がある天文普及家・北海道大学名誉教授の福島久雄の名から命名された。
福島久雄は、土木工学専門の教授だが、旧制中学校時代からの天文ファンで、上田清二・円館金・箭内政之・渡辺和郎など北海道の天文ファンの活動を支えた人物で、その恩返しとして箭内政之と渡辺和郎が命名した。